# Parched with Thirst Am I and Dying
Parched with Thirst Am I and Dying è la prima raccolta del gruppo heavy metal svizzera Celtic Frost, pubblicata nel 1992 da Noise Records. Il disco è stato ristampato nel 1999.
Contiene tracce provenienti da tutti gli album della band eccetto Morbid Tales, oltre a jam session, cinque tracce inedite e tracce in precedenza presenti solo su EP. La versione su LP non comprende le tracce Cherry Orchards, Wings of Solitude, Circle of the Tyrants, The Name of My Bride e Mexican Radio.

## Tracce
1. Idols of Chagrin (inedito) - 4:10
2. A Descent to Babylon (Babylon Asleep) - 4:28
3. Return to the Eve (1985 studio jam) - 4:08
4. Juices Like Wine (versione del 1991) - 4:18
5. The Inevitable Factor (inedito) - 4:40
6. The Heart Beneath - 3:52
7. Cherry Orchards (radio edit) - 4:04
8. Tristesses De La Lune - 3:01
9. Wings of Solitude - 4:40
10. The Usurper (versione del 1986) - 3:29
11. Journey into Fear (inedito) - 3:55
12. Downtown Hanoi (versione del 1991) - 4:12
13. Circle of the Tyrants - 4:40
14. In the Chapel in the Moonlight - 2:07
15. I Won't Dance (The Elders Orient) (radio edit) - 3:51
16. The Name of My Bride - 4:53
17. Mexican Radio (1991 studio jam) - 3:25
18. Under Apollyon's Sun (inedito) - 5:36

## Formazione
- Tom Gabriel Fischer - voce, chitarra
- Oliver Amberg - chitarra
- Martin Eric Ain - basso
- Curt Victor Bryant - basso, chitarra
- Stephen Priestly - batteria, programmazione
- Reed St. Mark - batteria, tastiere, voce d'accompagnamento

### Crediti[3]
- Claudia Maria Mokri - voce
- Voco Fauxpas - ingegneria del suono, missaggio, programming, voce
- Michelle Amar - voce, assistente all'ingegneria del suono
- Malgorzata Blaiejewska Woller - violino
- Andreas Gerhardt - assistente all'ingegneria del suono
- Harris Johns - ingegneria del suono, remissaggio
- Brian Martin - ingegneria del suono, missaggio
- Roli Mosimann - voci in sottofondo
- Horst Muller - ingegneria del suono, missaggio, remissaggio
- Jan Nemec - ingegneria del suono, missaggio
- Tony Platt - ingegneria del suono, missaggio
- Tom Re - assistente all'ingegneria del suono
- István Vizner - artwork, art director, design
- Karl-Ulrich Walterbach - produttore esecutivo
- Howie Weinberg - mastering